# قانون تثبیت قیمت‌ها
قانون تثبیت قیمت‌ها در اولین سال فعالیت مجلس هفتم که همزمان با آخرین ماه‌های فعالیت دولت خاتمی بود (اسفند ۱۳۸۳) به تصویب رسید و حداد عادل رئیس مجلس آن را هدیه مجلس به مردم در سال جدید دانست.

## مواد طرح
ماده واحده - ماده (۳) قانون برنامه چهارم توسعه اقتصادی، اجتماعی و فرهنگی جمهوری اسلامی ایران مصوب ۱۳۸۳/۱۱/۶ به شرح زیر اصلاح می‌شود:
ماده ۳ - قیمت فروش بنزین، نفت‌گاز، نفت سفید، نفت کوره و سایر فراورده‌های نفتی، گاز، برق و آب، همچنین نرخ خدمات فاضلاب، ارتباطات تلفن و مرسولات پستی در سال اول برنامه چهارم، قیمت‌های پایان شهریور ۱۳۸۳ خواهد بود. برای سال‌های بعدی برنامه چهارم، تغییر در قیمت کالاها و خدمات مزبور طی لوایحی که حداکثر تا اول شهریور هر سال تقدیم می‌شود، پیشنهاد و به تصویب مجلس شورای اسلامی می‌رسد.
پیشنهاد هر قیمتی می‌باید همراه با توجیه اقتصادی، اجتماعی باشد.
تبصره ۱ - سایر دریافتی‌های مرتبط از جمله حق اشتراک، حق انشعاب، دیماند، عوارض و ... مشمول این حکم می‌باشند.
تبصره ۲ - دولت مکلف است تا پایان سال دوم برنامه چهارم توسعه اقتصادی، اجتماعی و فرهنگی جمهوری اسلامی ایران ضمن اتخاذ تمهیدات لازم برای کاهش مصرف فراورده‌های نفتی و افزایش ظرفیت حمل و نقل عمومی، نیاز داخلی به فراورده‌های نفتی را از محل تولیدات پالایشگاه‌های داخل کشور یا فراورده‌های جایگزین تولید داخل، تأمین نماید. صنایع خودروسازی و سایر کارخانجات مرتبط مکلف به برنامه‌ریزی جهت کاهش مصرف حامل‌های انرژی یا سازگار ساختن محصولات خود با فراورده‌های جایگزین، مانند گازطبیعی فشرده در خودروها، می‌باشند. دولت مکلف است سازوکار لازم را برای حمایت از اجرای این تبصره فراهم ساخته و بودجه مورد نیاز را برای حمایت از تغییرات یادشده در بودجه سالیانه پیش‌بینی نماید.
تبصره ۳ - دولت مکلف است تا پایان سال ۱۳۸۳ گزارش مربوط به اجرای وظیفه مندرج در ماده (۵) قانون برنامه سوم توسعه اقتصادی، اجتماعی و فرهنگی جمهوری اسلامی ایران مصوب ۱۷/۱/۱۳۷۹ برای افزایش بهره‌وری و کاهش هزینه‌ها را تقدیم مجلس شورای اسلامی نماید.
تبصره ۴ - به منظور کاهش مصارف غیرضرور و صرفه‌جویی در مصرف برق و گاز، به شرکت‌های برق و گاز اجازه داده می‌شود از مصرف کنندگان غیرتولیدی با مصارف بالاتر از الگوی مصرف، جریمه مقطوع دریافت و به درآمد عمومی در خزانه واریز نمایند. دولت سقف‌های الگوی مصرف و میزان جریمه مذکور را هر سال ضمن تبصره‌های لایحه بودجه به مجلس شورای اسلامی پیشنهاد می‌نماید.
تبصره ۵ - صدا و سیمای جمهوری اسلامی ایران موظف است از طریق شبکه‌های سراسری و استانی خود نسبت به تنویر افکار عمومی در خصوص ضرورت اعمال مصرف بهینه در مصادیق ماده واحده اقدام و گزارش عملکرد خود را ماهانه به کمیسیون‌های برنامه و بودجه و محاسبات و انرژی مجلس شورای اسلامی تقدیم نماید.
تبصره ۶ – آئین نامه اجرائی این ماده واحده توسط سازمان مدیریت و برنامه‌ریزی کشور با همکاری دستگاه‌های اجرائی ذی‌ربط تهیه و حداکثر ظرف دو ماه از زمان ابلاغ به تصویب هیأت وزیران خواهد رسید.
تبصره ۷ - احکام مغایر با این ماده واحده در مواد آتی این قانون لغو می‌گردد.

## پی‌آمد
این طرح به کاهش سرمایه‌گذاری در صنعت برق انجامیده و کمبود گسترده و قطع پیاپی برق در سال‌های بعد خصوصاً سال ۱۳۸۷ را به‌دنبال داشت.
تصویب‌کنندگان قانون تثبیت قیمت کالاهای اساسی در مجلس هفتم استدلال می‌کردند که افزایش قیمت بنزین و سایر حامل‌های انرژی نقش مهمی در افزایش نرخ تورم دارد و با تثبیت قیمت کالاهای اساسی می‌توان نرخ تورم را نیز کنترل کرد. این در حالی است که ریشه تورم نه در افزایش قیمت کالاهایی چون بنزین و امثال آن، بلکه در افزایش حجم پول در اقتصاد ایران نهفته است. در نتیجه نه تنها طرح تثبیت قیمت‌ها، برای درمان تورم کارگر نشد، بلکه نرخ‌های بالای تورم تداوم یافت و با توجه با تثبیت قیمت انرژی، قیمت واقعی (تورم‌زدایی شده) سوخت و کالاهایی مانند برق و آب، سال به سال کاهش و به تبع آن حجم یارانه‌های آشکار و پنهان سال به سال افزایش یافت تا در نهایت حجم عظیم یارانه‌ها به یکی از بزرگ‌ترین چالش‌های اقتصاد ایران در پایان دهه هشتاد تبدیل شد.
بطلان این نظریه بدین گونه ثابت شده‌است که پس از افزایش حدود ۲۵۰ تا ۳۰۰ درصدی میانگین قیمت حامل‌های انرژی، پس از گذشت نه ماه از هدفمندسازی یارانه‌ها در ایران هزینه‌های تورمی ۲۰ تا ۲۵ درصدی اندازه‌گیری شده‌است.